# بیارد

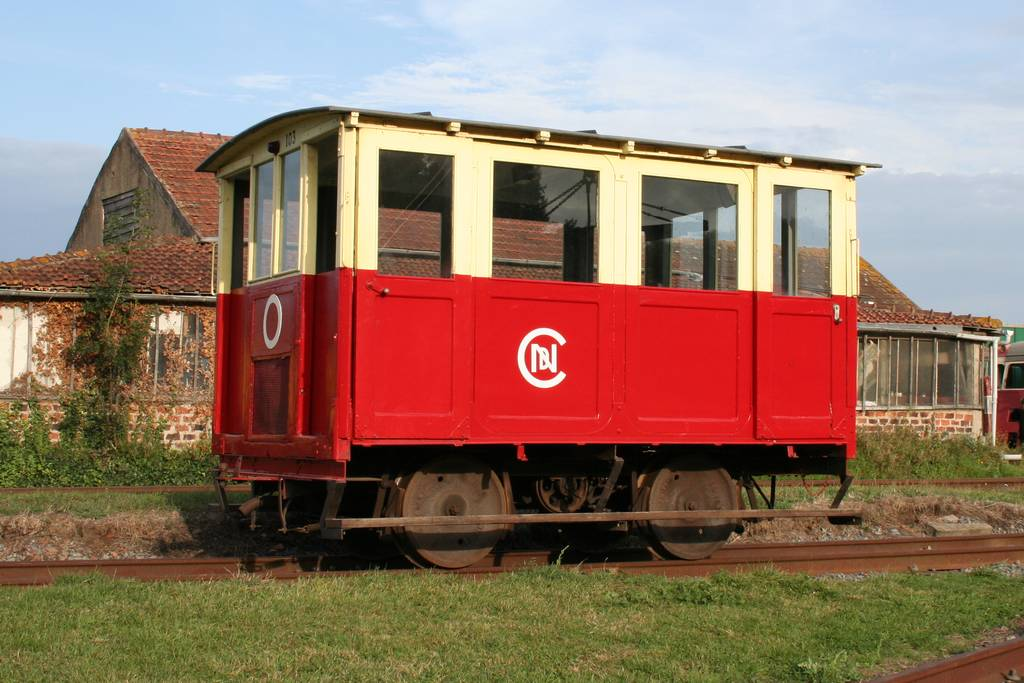
یک خطرو تولید شده در شرکت بیارد

بیارد (فرانسوی: Billard‎) یک شرکت تولیدکننده لوکوموتیو و ماشین‌های ریلی در فرانسه است.
این شرکت که در سال ۱۹۲۰ بیان‌گذاری شده در شهر تور قرار دارد.

## نگارخانه

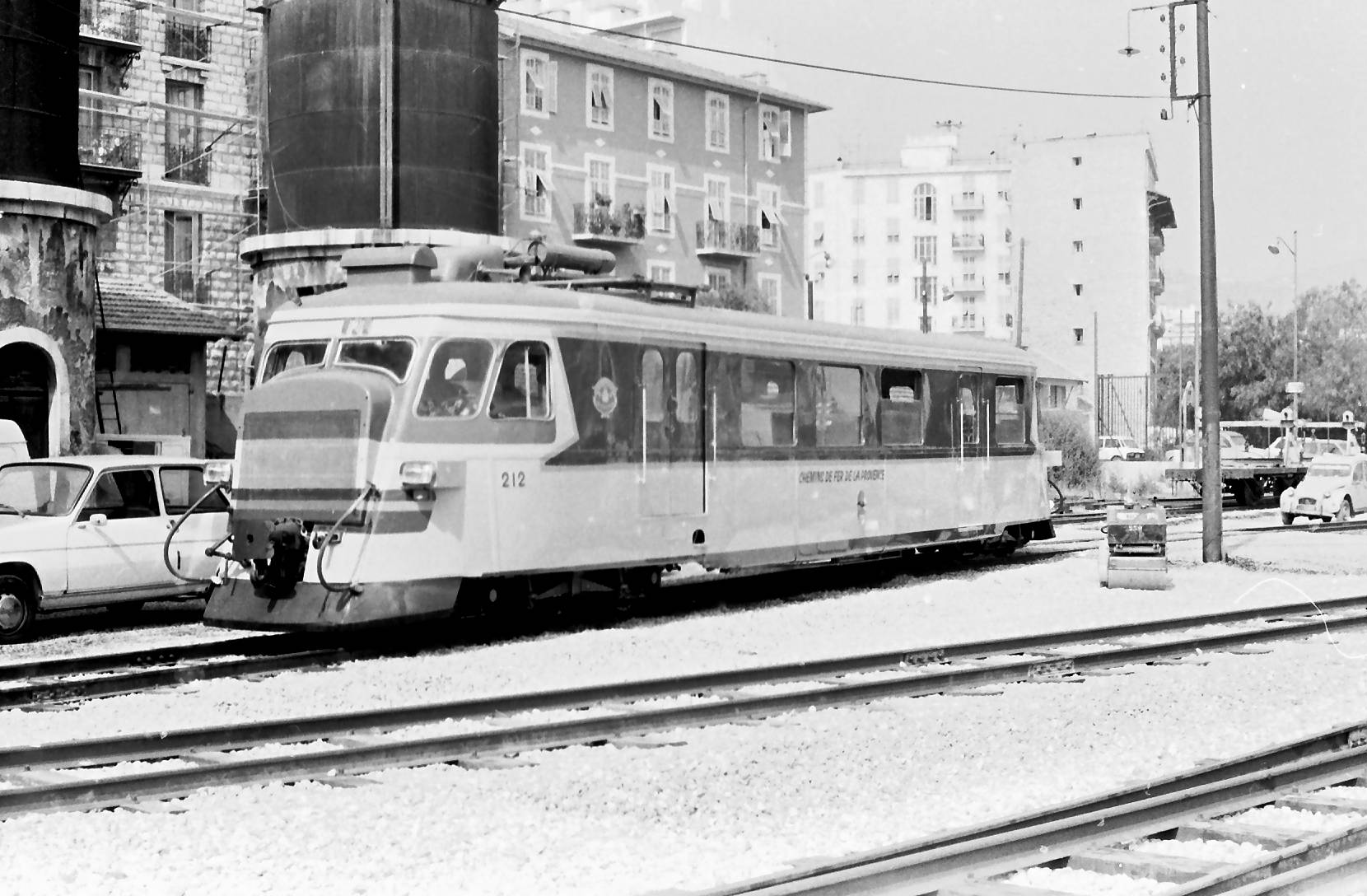
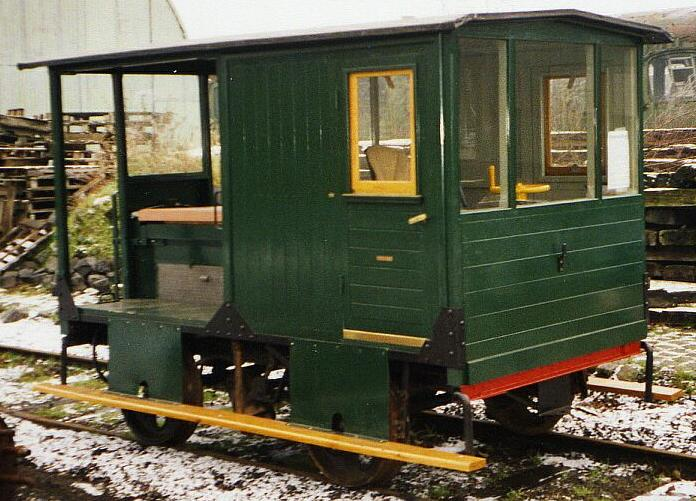
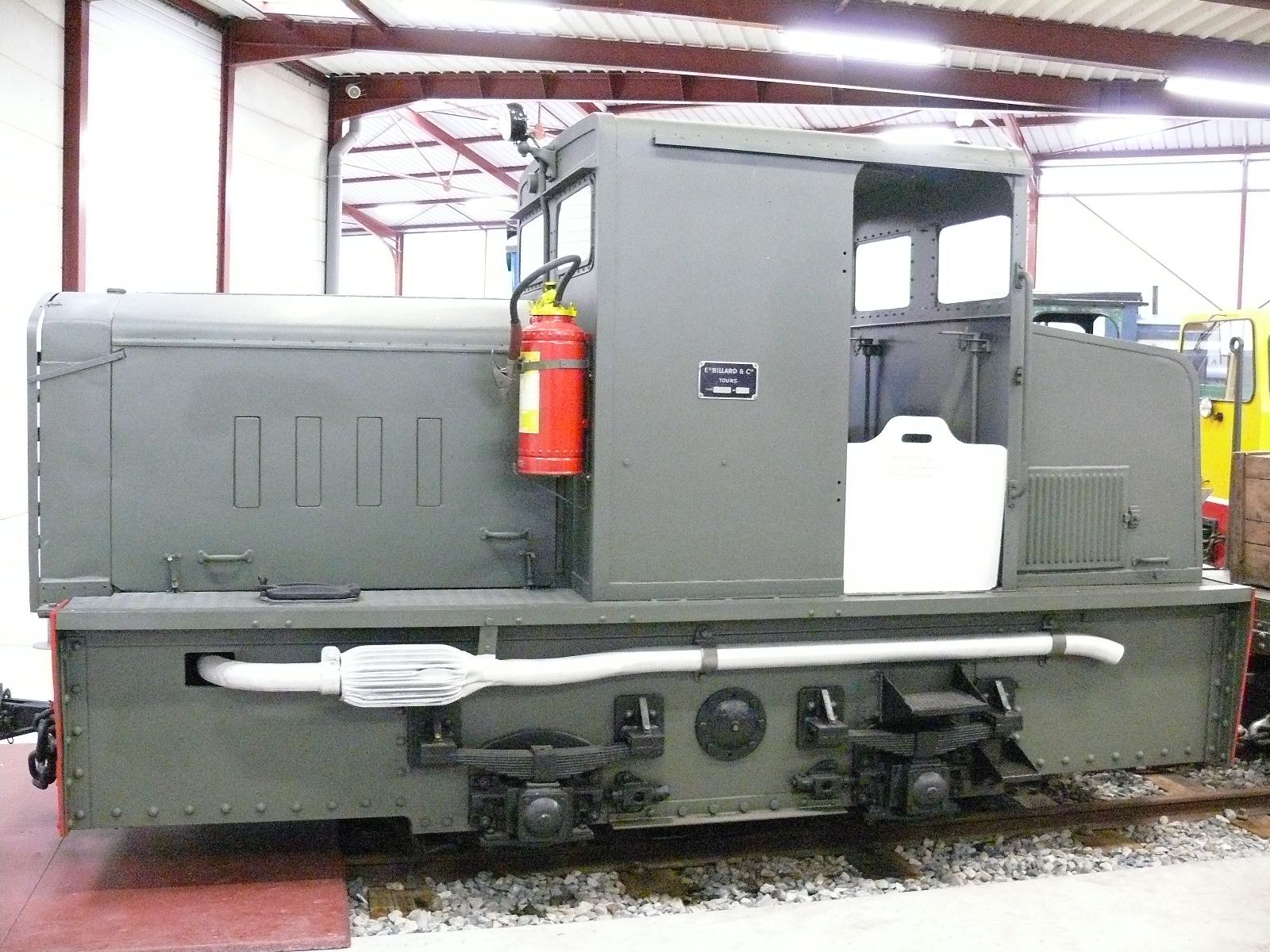
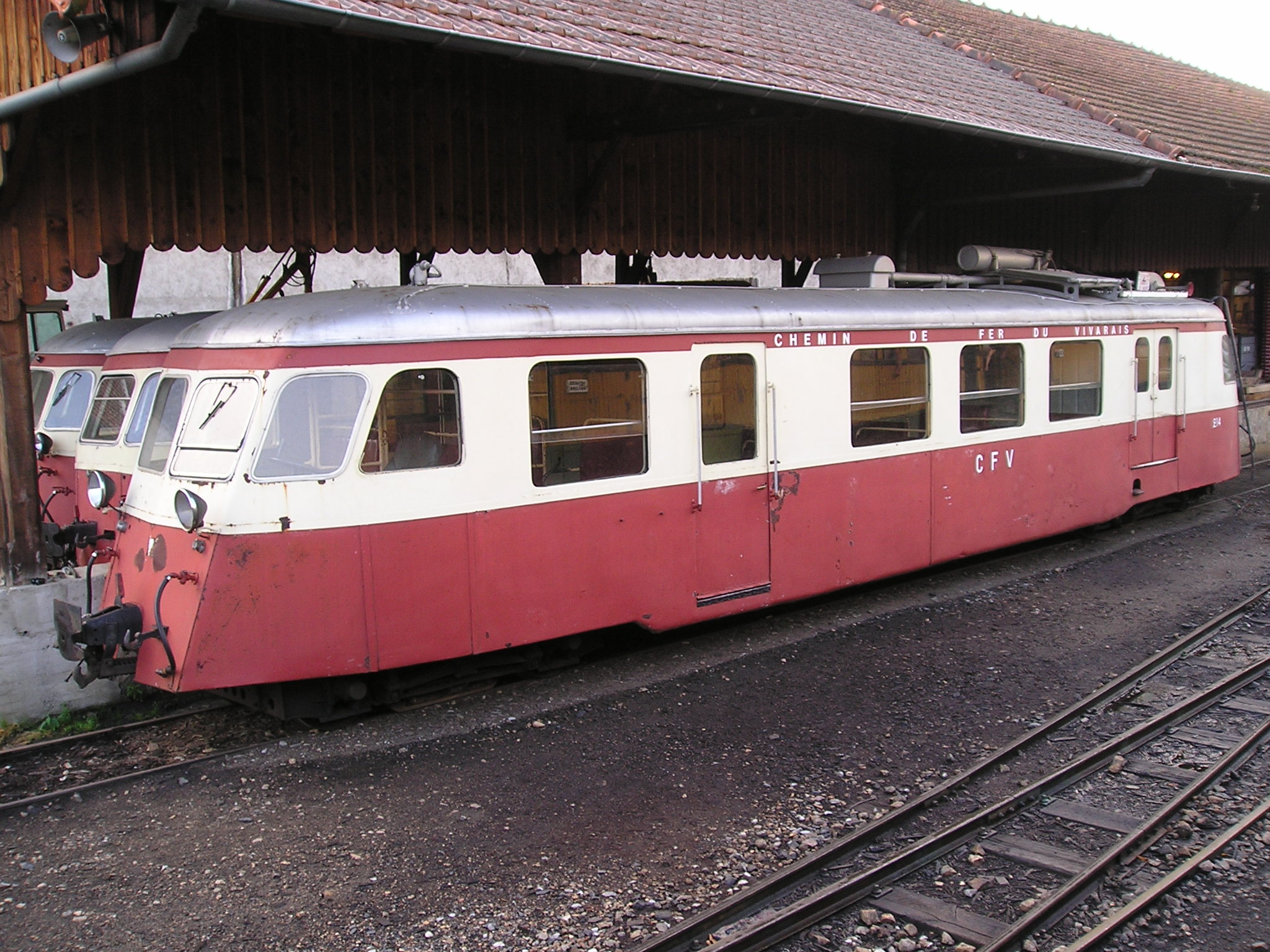
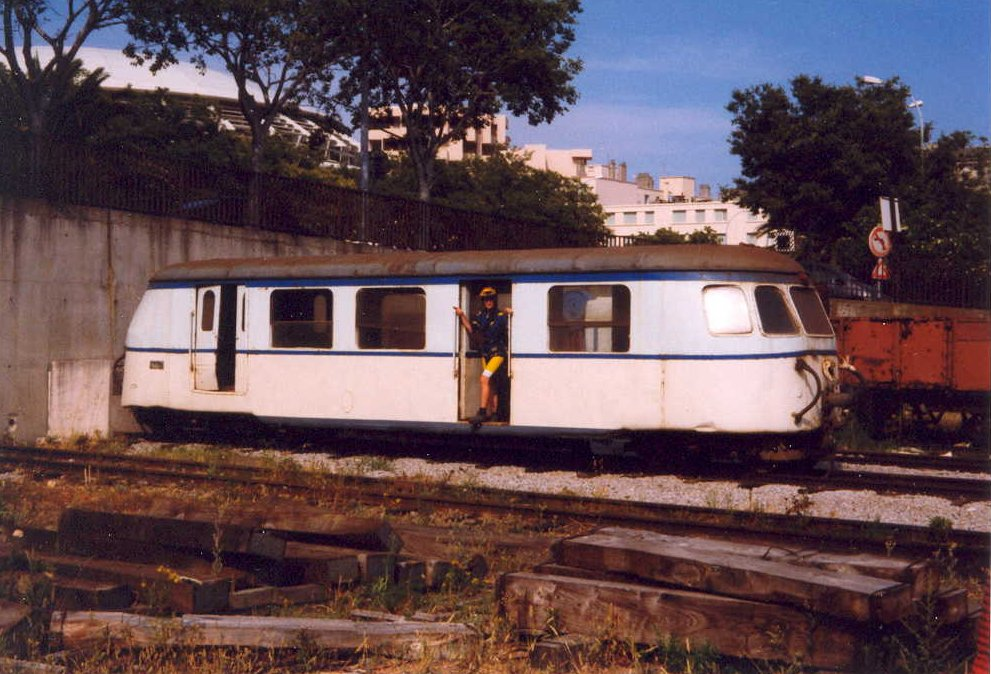
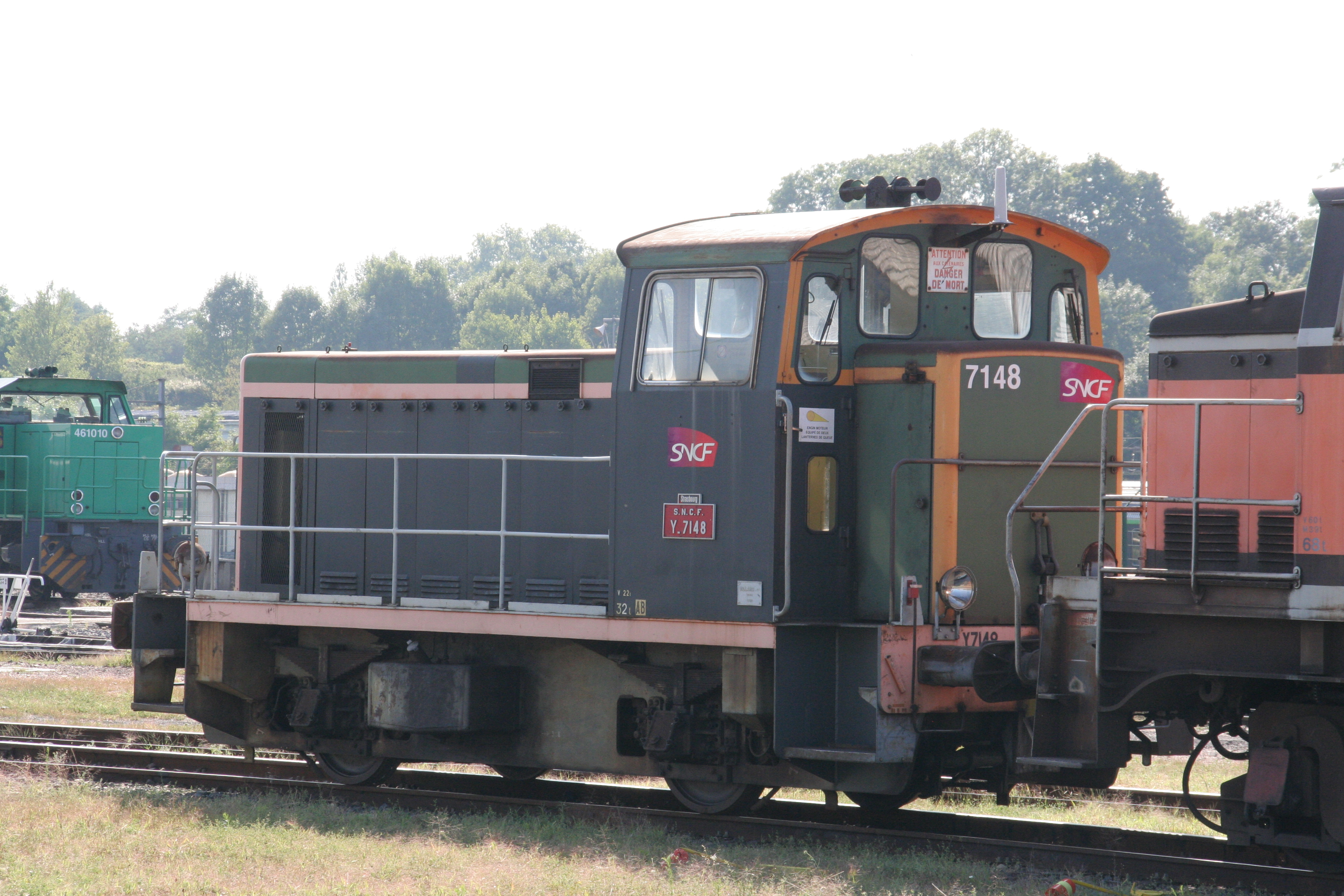
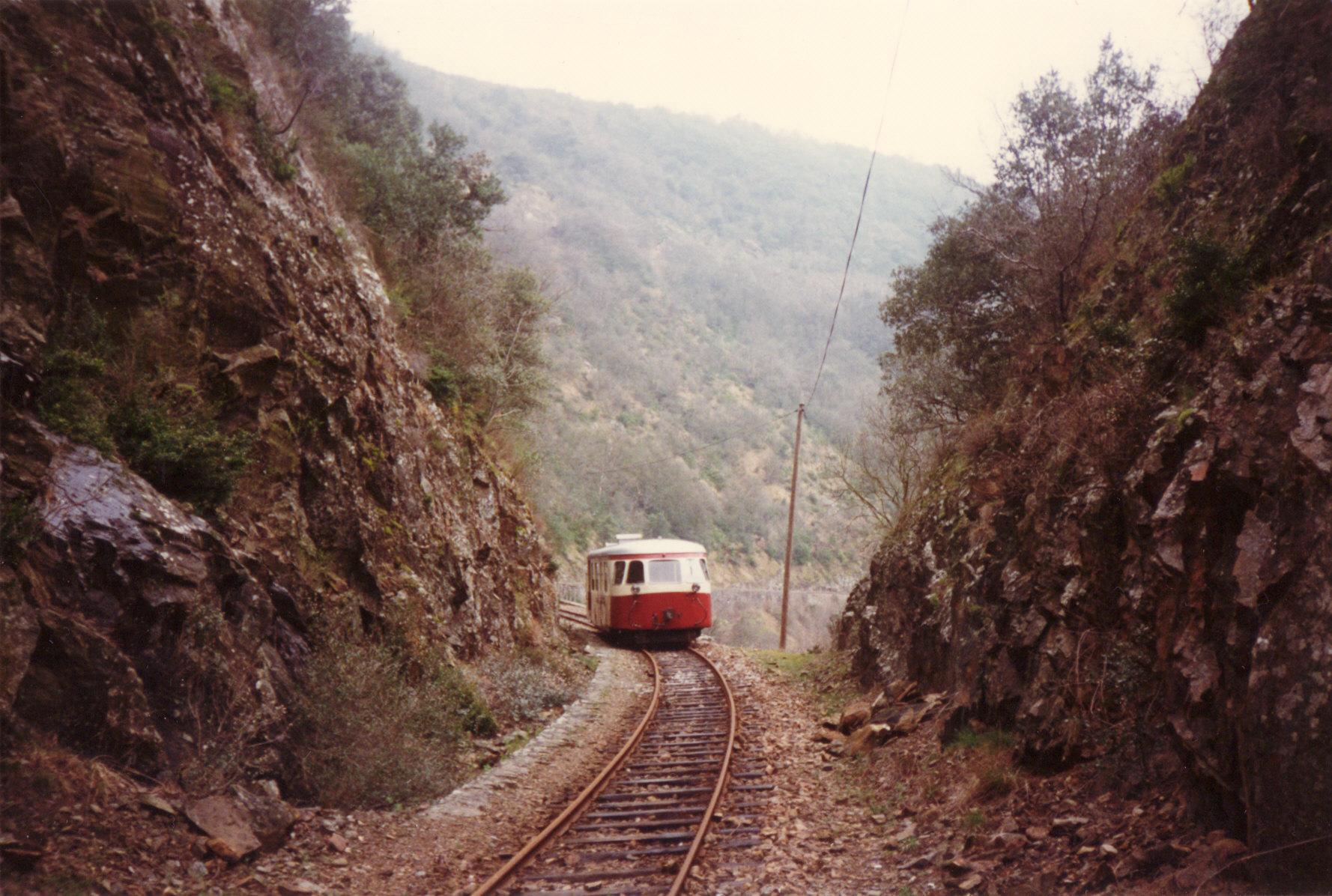
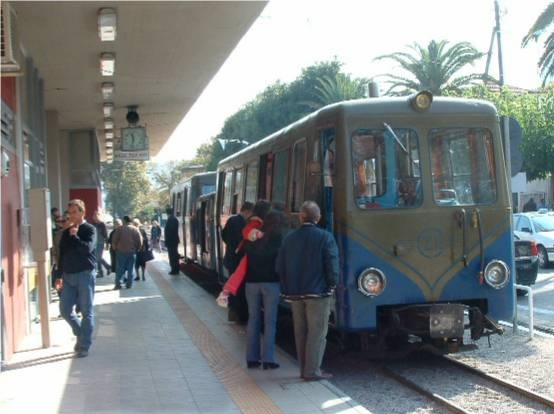
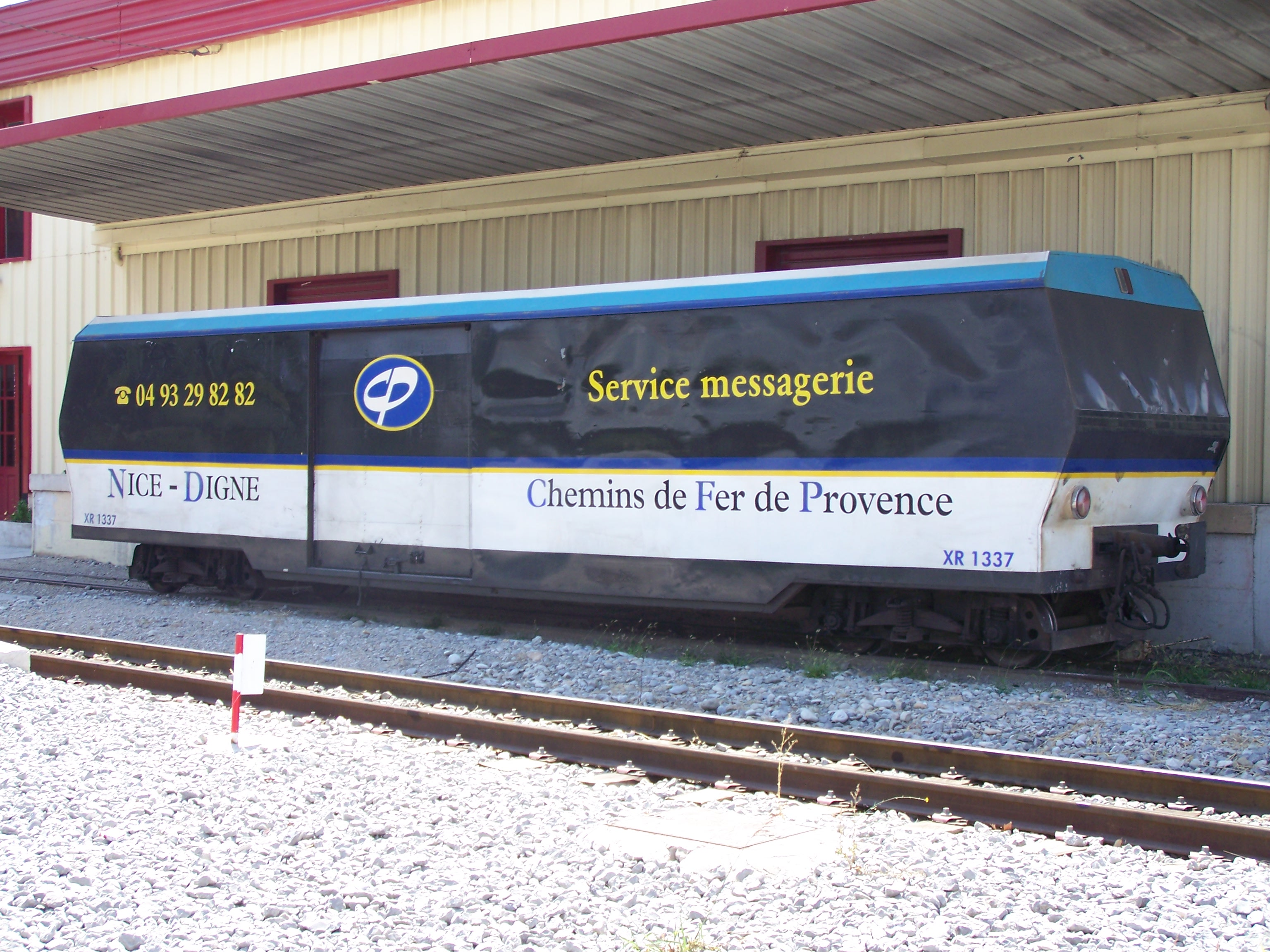